# Touristenhaus Zakopane
Das Touristenhaus Zakopane (polnisch Dom Turysty im. Mariusza Zaruskiego w Zakopanem) liegt auf einer Höhe von 900 Metern in Polen in Zakopane. Das Berghotel ist mit 300 Planbetten die größte Einrichtung des PTTK in der Tatra. Das Berghotel liegt außerhalb des Tatra-Nationalparks.

## Geschichte
Das Berghotel wurde 1949–1953 vom PTTK im Zentrum von Zakopane im Neo-Zakopane-Stil errichtet. Sein Dach war bis 2012 das größte Schindeldach in Europa. Der Innenraum wurde von den Künstlern Antoni Kenar und Władysław Hasior gestaltet. Im Haus befanden sich auch die Galerie Pegaz und das Kabarett Zaskroniec. Benannt ist es nach Mariusz Zaruski. Das Touristenhaus ist Eigentum des PTTK. Es wurde 2008 an die Platan Group verkauft, die es von 2012 bis 2014 umgebaut hat. Kritiker bemängelten dabei die Zerstörung des Schindeldachs sowie des Innenraums. Der PTTK wurde auch dafür kritisiert, dass aus einer Einrichtung, die sechzig Jahre lang vor allem Rucksacktouristen und Studenten zur Verfügung stand, nun ein Vier-Sterne-Luxushotel entstanden ist und für Rucksacktouristen eine beliebte Einrichtung in Zakopane verloren gegangen ist.

## Galerie

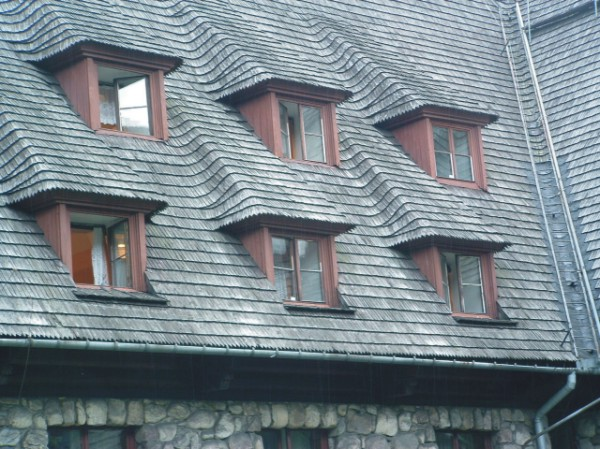
Schindel
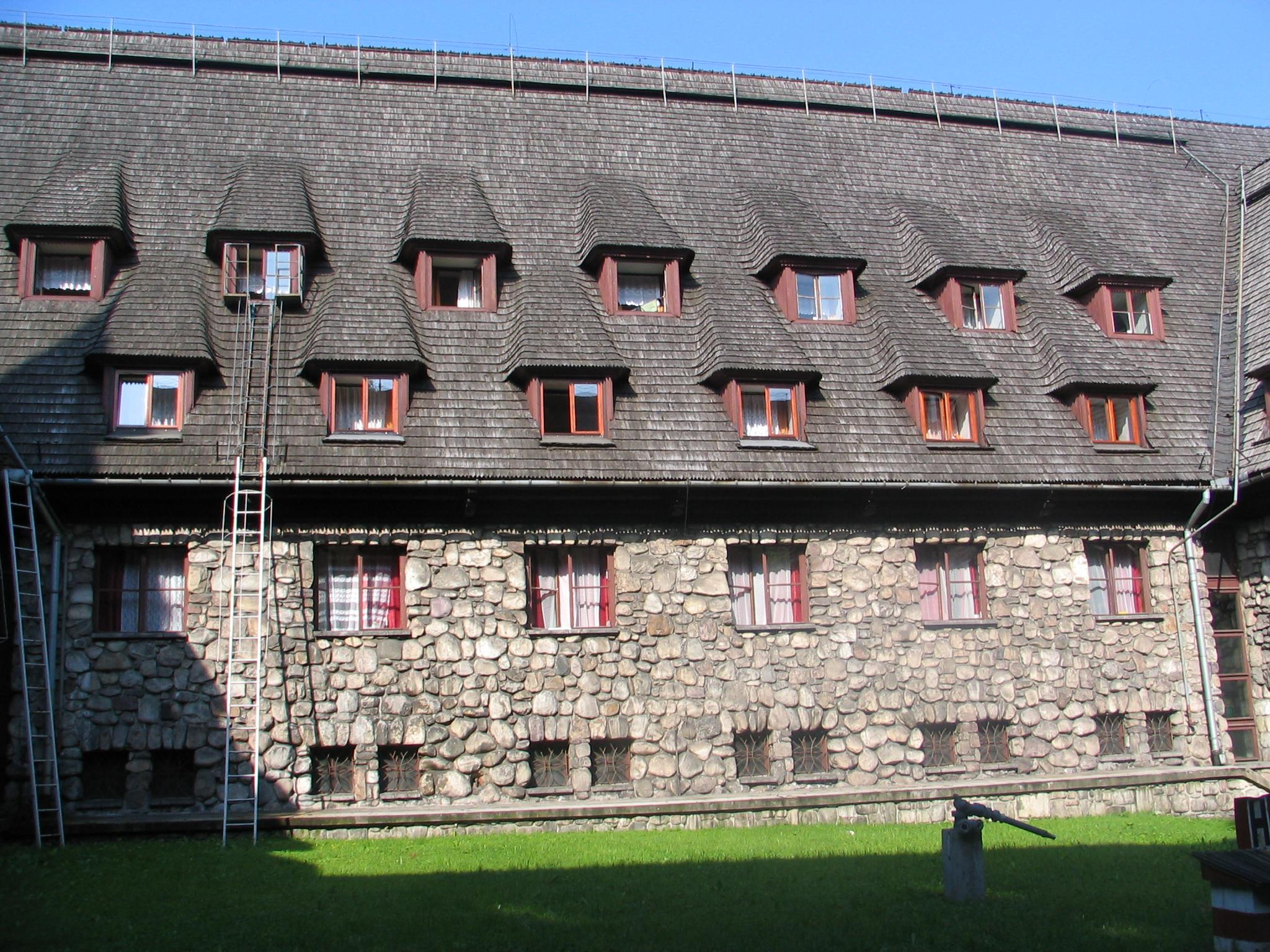
Dach
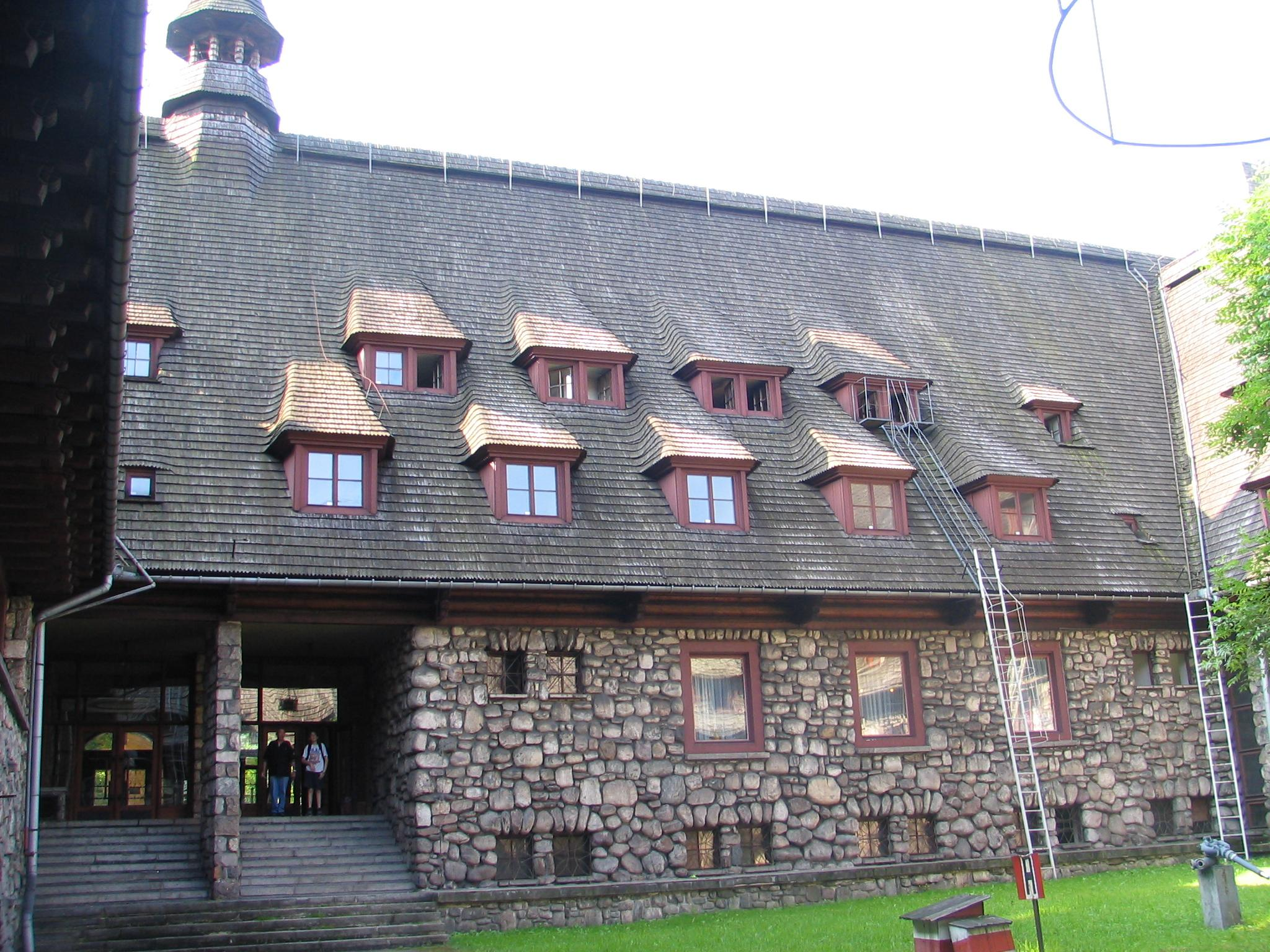
Innenhof
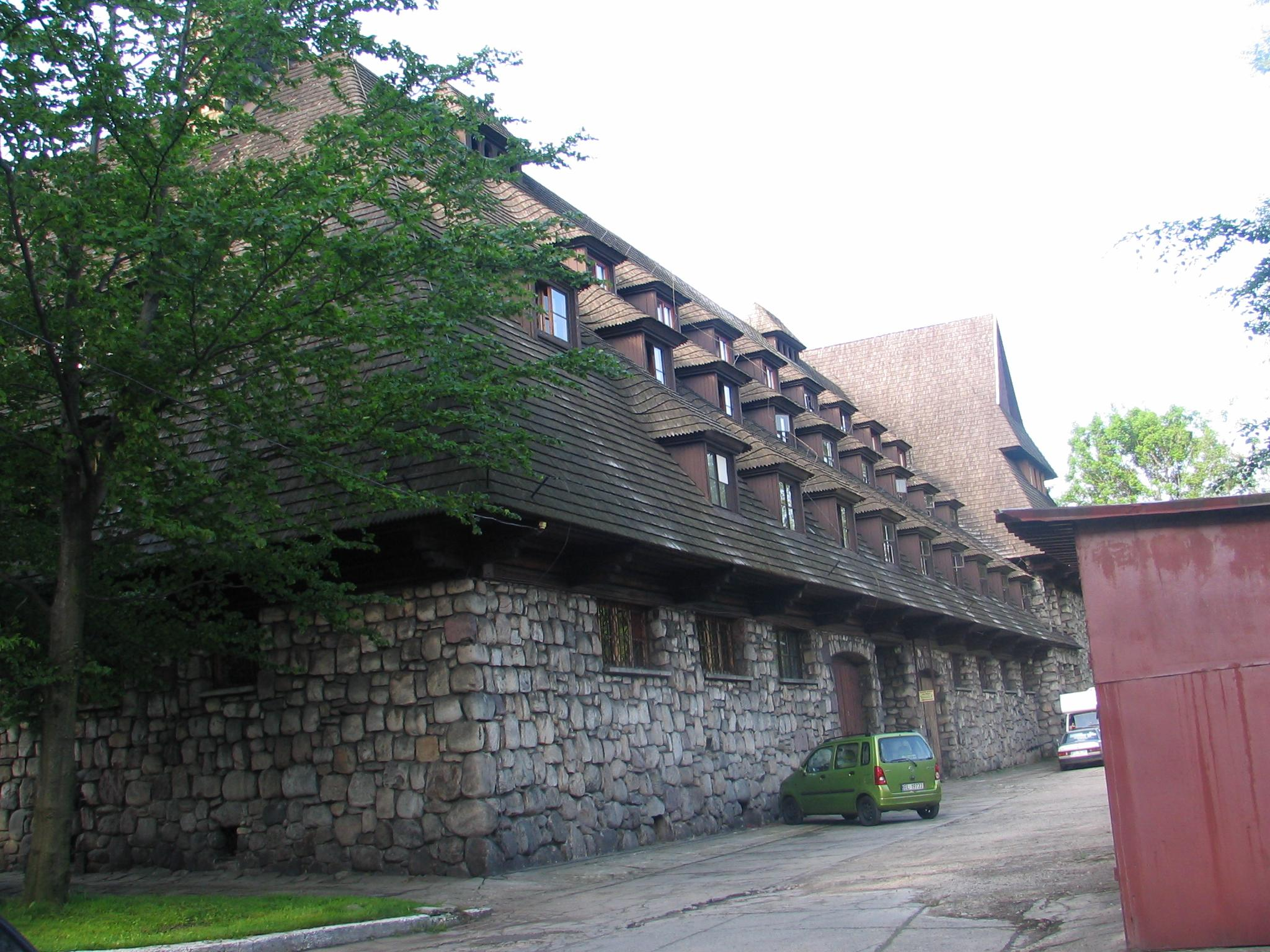
Außenflügel
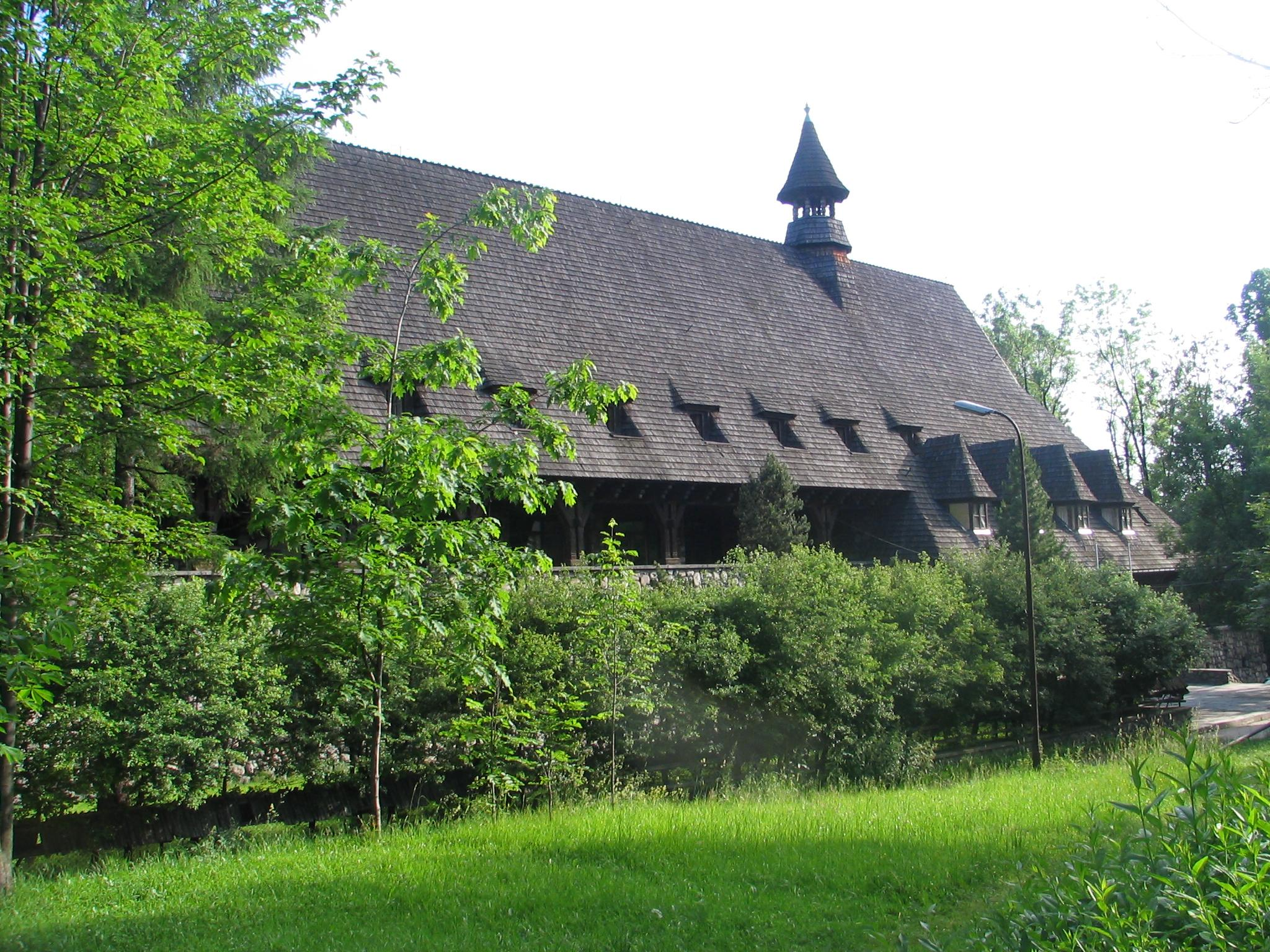
Außenflügel